# Friedhof Agudas Achim
Der Israelitische Friedhof Agudas Achim ist ein jüdischer Friedhof im Quartier Albisrieden im Südwesten von Zürich. Der Name Agudas Achim ist hebräisch und bedeutet Vereinte Brüder. Die Synagoge Agudas Achim ist eine orthodox-jüdische Gemeinde in Zürich, die auch Trägerin dieses Friedhofs ist.

## Geschichte
Im Jahr 1913 wurde der Friedhof auf dem Gelände einer vormaligen Glasfabrik errichtet. In den Jahren 1965 und 1979 wurde das Areal auf 6500 Quadratmeter vergrössert.

## Areal und Bauten
Der Friedhof Agudas Achim liegt am Westrand von Albisrieden am Goldackerweg. Zusammen mit dem jüngeren, angrenzenden liberal-jüdischen Friedhof Or Chadasch gehört er zu einer Reihe von Friedhöfen in diesem Gebiet der Stadt Zürich, im Süden beginnend mit dem Friedhof Leimbach und endend im Südwesten mit dem Friedhof Eichbühl in Altstetten. Hinter dem Zugang zum Friedhof Agudas Achim befindet sich ein Vorplatz, auf dem sich die Trauernden versammeln. In der westlichen Ecke des Friedhofs liegt das Friedhofsgebäude, das 1965 die alte Abdankungshalle ersetzte. Die einzelnen Gräber sind einheitlich gestaltet, die Grabsteine zeigen konsequent hebräische Inschriften. Wie auf dem Friedhöfen Binz und Or Chadasch besitzen die Gräber keinen pflanzlichen Schmuck, sondern sind mit Kies belegt. Jedes Grab ist mit einer Stellmauer eingefasst.